# 破城

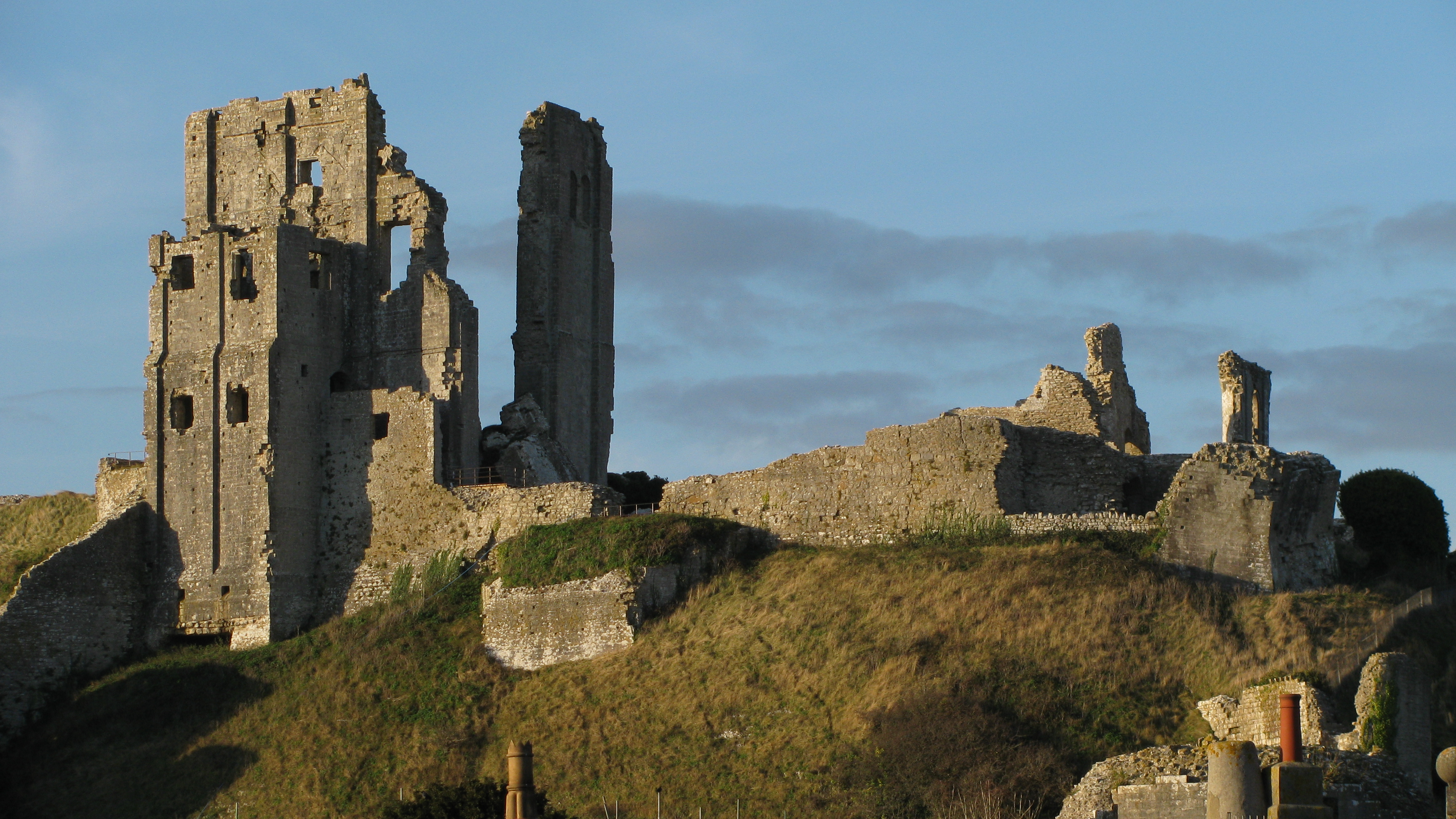
イングランド内戦にて南部の王党派の最後の拠点であったコーフ城。議会派によって象徴的なものとして Slighting された。議会派は、城、市壁、修道院、家屋を含む 100を超える建物の Slighting を実行・検討していた。

破城（はじょう）とは、日本の戦国時代から江戸時代にかけて行われた、城を崩し廃止することをいう。城割（しろわり）ともよばれる。英語ではSlightingと呼ばれ、イングランド内戦中に多く見られた。

## 破城が行われた理由
破城の理由は様々であるが、戦国期には日本各地で行なわれた。戦国中期までは1城ごとの城割が多かったが、織田信長や豊臣秀吉の台頭に伴い、領国単位の大規模な城割が行なわれるようになる。さらに江戸時代には、江戸幕府による一国一城令の発布により、おもに西国や東北の外様大名領内で破城・廃城が実施された顕著な例がある。

### 戦国・織豊時代
- 抗争中の戦国大名間における和平条件として - 川中島の戦いなど。
- いわゆる焦土作戦を目的としたもの
- 支配力の集中を目的としたもの
- 実施主体の例：畿内近国の守護系戦国大名である越前朝倉氏や近江六角氏[2]、織田信長[3]、豊臣秀吉[4]

### 江戸時代
- 一国一城令（江戸幕府 1615年6月）

所領内の居城以外の城の破却を行い、1615年（元和元年）7月に発布された武家諸法度における「居城」の確定を目的とするもの。
- 城跡の破却命令（江戸幕府（松平信綱、戸田氏鉄 連名） 1638年2月）

島原の乱以後、同様の郎党や一揆の立て篭もりを防ぐ対策として実施された。

## 破城の方法
破城として行われた方法としては、主に以下のような方法がある。
- 建物の撤去（解体）
- 石垣・切岸の一部破却
- 石垣・土塁の撤去
- 外堀・内堀の埋め立て

## 例

### 東北地方
- 赤坂城 - 福島県東白川郡鮫川村にあった山城。地元の赤坂氏の居城だが、天正18年（1590年）に赤坂氏を従えていた佐竹義宣の命令により破却された。赤坂城跡で確認できる堀の一部には、他の堀と比較して浅くなっている堀があり、破却の際に埋められた可能性が高いと考えられている[5]。

### 中部地方
川中島の戦いに関連する城の例
- - 旭山城 - 現在の長野県長野市にあった山城。第2次川中島の戦いの和睦条件で破却された。この時の破城は、小屋や柵などの作治部分の撤去や象徴的な石垣の撤去に留められたと推測される[6]。
  - 葛山城 - 現在の長野県長野市にあった山城。「鬼の洗濯板」のように切り刻まれた連続空堀が遺構として遺され、曲輪の使用を不可能としている[7][8][9]。
  - 尼巌城 - 現在の長野県長野市にあった山城。主郭から南東の尾根の竪堀に付随して登り石垣状の遺構があるが、破却によって崩され竪堀内に残石が投棄された状態になっている[10]。下記の尼巌城の登り石垣状の遺構に類似することから武田氏が改修に関与したとみられる[11]。
- 祢津城 - 現在の長野県東御市にあった祢津氏代々の居城(山城)[12]。山麓部を囲い込むように長大な二重竪堀が設けられ、その内側に登り石垣状の遺構があるが、この二重竪堀・石垣遺構は武田氏が根津氏を従えた後の改修とされる[11]。上記の尼巌城の登り石垣状の遺構に類似し、同様に破却した形跡も認められる[13]。

### 近畿地方
- 水口岡山城 - 現在の滋賀県甲賀市にあった城。地表面観察で石垣の天端が多く崩れていることが確認され、破城が及んでいた可能性が指摘されていた[14]。平成24年度から行われた発掘調査では、破城によって崩された石垣が検出されている[15]。
- 佐和山城 - 現在の滋賀県彦根市にあった城。石田三成の居城であったが、関ヶ原の戦い後、井伊直政が入城したが、次代直勝の代の彦根城築城に伴い建造物等移築し、残りは徹底的に破却された。
- 筒井城 - 1580年（天正8年）、織田信長によるもの。
- 宇陀松山城 - 現在の奈良県宇陀市にあった城。1615年（慶長20年）、城主福島高晴が改易されたのに伴うもの[16]。
- 大坂城 - 大坂冬の陣（1614年（慶長19年））における徳川方の和平の条件として二ノ丸・三ノ丸・総構（真田丸を含む）破却と堀の埋め立てが盛り込まれ実施された。
- 置塩城 - 羽柴秀吉によるもの。解体された部材は姫路城へ転用

### 九州地方
- 名護屋城 - 現在の佐賀県唐津市にあった城。寺沢広高による建物部材や石材の転用のための破却行為が行われたが、徹底して破却が行われたのは1638年（寛永15年）の島原の乱の後である。
- 原城 - 現在の長崎県島原市にあった城。1638年（寛永15年）の島原の乱後に破城が行われ、発掘調査でも破壊された石垣や、土砂などで埋められた虎口が確認された[17]。徹底的破却ではなく、石垣の上半分程度を崩すことで、その崩落土砂で下半分を埋めたのが実態のようで儀礼的な破却にとどまっている[18]。

### 海外
- コーフ城 - イギリス内戦で火薬によって破壊された
- ホーエントヴィール城（ドイツ語版） - ドイツ最大の城跡。1801年8-10月にフランス軍によって破壊。

## 参考サイト
- 城割令・破城について